# Levee Town
Levee Town è il settimo album in studio di Sonny Landreth. Pubblicato con Sugar Hill Records il 17 ottobre 2000 e ripubblicato in un'edizione ampliata su LandFall Records di Landreth il 21 aprile 2009.
La copertina di Levee Town presenta il lavoro di progettazione di Megan Barra e la fotografia di Jack Spencer, entrambi amici di lunga data di Landreth. La copertina e Megan Barra sono stati nominati per il Grammy Award 2002 come miglior pacchetto di registrazioni.

## Tracce
1. Levee Town – 6:28 (Sonny Landreth)
2. This River – 4:20 (Landreth)
3. The U.S.S. Zydecoldsmobile – 5:20 (Landreth)
4. Love and Glory – 4:16 (Landreth)
5. Broken Hearted Road – 4:40 (Landreth)
6. Spider-Gris – 3:41 (Landreth)
7. Godchild – 5:09 (Landreth)
8. Turning with the Century – 4:33 (Landreth)
9. Z. Rider – 4:05 (Landreth)
10. Soul Salvation – 2:56 (Landreth)
11. Angeline – 3:59 (Landreth, Will Jennings)
12. Deep South – 6:26 (Landreth)